# Edgardo Cozarinsky
Edgardo Cozarinsky   (Buenos Aires, 13 de gener de 1937 - Buenos Aires, 2 de juny de 2024) va ser un escriptor i director de cinema argentí.

## Biografia
Fill d'immigrants russos, va viure a París des del 1974. Escriptor imprevisible, d'un món literari refinat i, a la vegada, vital, irònic i demolidor. Exiliat essencial de qui la vertadera pàtria són els llibres i el cinema, Cozarinski va desenvolupar, juntament a una rigorosa i extensa producció literària, una important obra com a cineasta. Va publicarf quatre llibres d'assaig: El laberinto de la apariencia, Borges en y sobre cine, El pase del testigo i Sobre algo indefendible. Entre les seves pel·lícules destaquen: Puntos suspensivos (1973), La guerra de un solo hombre (1981), sobre Ernst Jünger, Retrato de Borges en Aleph (1993), El violín de Rothschild (1996) i Fantasmas de Tánger (1997).
La seva obra literària i cinematogràfica reflecteix una sèrie d'enigmes o intrigues que proposen successives esfinxs, encara que la veritat amb majúscules ens estigui vedada. El 2002 ha publicat a Espanya La novia de Odessa i Borges y el cinematógrafo, ambdós a Emecé Editors.